# 仮面ライダーギーツ ジャマト・アウェイキング
『仮面ライダーギーツ ジャマト・アウェイキング』（かめんライダーギーツ ジャマト・アウェイキング）は、特撮テレビドラマ『仮面ライダーギーツ』のオリジナルビデオ作品。2024年3月8日に期間限定で劇場先行上映され、同年7月24日にBlu-ray / DVDが発売された。55分。

## 概要
物語はテレビシリーズ最終話から描く正統な続編となっている。
『ギーツ』メインライターの高橋悠也が脚本、テレビエピソードのほか、東映特撮ファンクラブで配信された『ギーツエクストラ』シリーズも手掛けた坂本浩一が監督を担当する。
舞台『仮面ライダー斬月』-鎧武外伝-』でプロト鎧武を演じた萩谷慧悟、『炎神戦隊ゴーオンジャー』で城範人 / ゴーオングリーン役を演じた碓井将大、映画『暗殺教室』シリーズなどで活躍した松永有紗がゲストとして登場する。
映像ソフトは通常版のほかに、「DXプロージョンレイジバックル」が付属したDXプロージョンレイジバックル版が発売される。

## ストーリー
葉月=クイーンジャマトは人間世界でパートナーと愛を育み、慎ましく暮らしていた。だが、クイーンジャマトを人類滅亡の元凶として未来からやってきたエースがつけ狙う。
道長たちはみんなが幸せになれる世界を望むため、ジャマトさえも守ろうと、エースと対決する。

## 登場人物
本作品のみ登場する人物を記載。テレビ本編に登場した人物は仮面ライダーギーツ#登場人物を参照。
エース / 仮面ライダードゥームズギーツ
創世の神のころの白髪化した英寿に似た容姿の千年後の英寿。人類の幸せを千年に渡って見守り続けてきたが、ゴッドジャマトが現代で誕生するのを阻止するため、四次元ゲートから現代にやってきた。
- 簡は現代の英寿に比べて、知識や戦い方も千年の経験値分優れているため、現代の英寿を越える「堂々とした立ち振る舞い」や「余裕のある声質」を意識したという。普通に歩く芝居を最初はしていたが、監督の坂本から「もっと肩で風を切るように歩いて」と指導を受けたといい、それ以降は歩き方1つにしても、意識して演技するようにしたという。

蒼斗（） / キングジャマト
街を守る警官。その正体はキングジャマトの人間態で、警官に化けて、クイーンジャマト=葉月の力を利用しようとした。

葉月（） / クイーンジャマト
変異種のジャマトで、愛を知って人間の清春との間に春樹を授かる。

宇佐神 清春（）
葉月の恋人。蒼斗が発砲した銃弾から葉月を庇って撃たれてしまう。

春樹（） / ゴッドジャマト
葉月と春樹の息子。覚醒すると触手を伸ばし、暴走する。

## 本作品オリジナルの仮面ライダー

### 仮面ライダードゥームズギーツ
エースがドゥームズギーツバックルをデザイアドライバーに装填して変身する金色のギーツ。
ギーツと同様に創世の力を有する。相手を異空間に引きずり込んで、拘束することも可能。
- ギーツは狐面のイメージで白と赤のカラーリングだが、こちらはキタキツネをモチーフにしている[10]。
- スーツはXギーツのものを金色と銀色に色替えしている[10][9]。
- 変身ポーズはギーツIXの真逆の発想で普段の変身がシンプルであるため、さらにシンプルにしようと、指パッチンのみのポーズとなった[5]。

ツール・武器
ドゥームズギーツバックル
黄金のレイズバックル。
- Xギーツバックルにドゥームズギーツのカラーリングを落とし込んでデザインしている。

ギーツバスターQB9
金色のギーツバスターQB9。

必殺技
ドゥームズギーツビクトリー

### 仮面ライダーバッファプロージョンレイジ
吾妻道長がプロージョンレイジバックルをデザイアドライバーに装填して変身する仮面ライダーバッファの新しい強化形態。
バーサークローよりも巨大で、一本一本がチェンソー化している盾にもなる爪を左手に持ち、地面に爪を突き立てて大爆発を起こす。
- バッファの2段階のパワーアップ案を基にリデザインしている[10][12]。当初はパープルを主体としたバッファのカラーイメージを踏襲したカラーリングだったが、武部からイメージを変えたいということと、ジャマトの植物要素を入れてほしいという要望があったため、植物の蔦を模様で銀ベースに入れている[10]。ゾンビフォームの上位互換のつもりであったため、さらに巨大な手を模したクローを左腕に付け、すべての爪をチェーンソーにしている[10]。禍々しい中にも高貴な印象を入れたかったため、ギーツIXと同様のイヤリングのような装飾を頭部に付けている[10]。
- バッファ フィーバーゾンビフォーム（ジャマ神）のツノを色替えし、新規造形のフェイスガードのようなパーツを前面に付加している[12]。顎はニンジャフォーム、肩はコマンドフォーム キャノンモード、下半身はモンスターフォームのものを改造している[12]。
- 変身ポーズは従来のポーズの後に真上に左手を上げると、巨大な爪が現れてそこから変身するものとなった[5]。

ツール・武器
プロージョンレイジバックル
道長のジャマトの力を創り変えた英寿が生み出したバックル。
鍵状のパーツを捻ることで中央部の閉じられた手が開き、バッファプロージョンレイジを模した紋章が現れる。
- ブジンソードバックルと同時期にテレビシリーズに登場する想定で考えられたもので、デザイン時はゾンビバックルの上位互換である魔王バックルというイメージであったという。ゾンビバックルと同様に手を模したパーツが動くギミックを持ち、組まれていた両手が変身することで上に向いて魔王が凄んでいるポーズになり、ブーストマークIXバックルやブジンソードバックルと同様にIDコアを覆い隠す新たな顔が出てくるようになっている。

必殺技
プロージョンブレイクストライク

プロージョンブレイクビクトリー

## 本作品オリジナルの怪人
キングジャマト
蒼斗が変身した変異体のジャマト。人間を憎悪しており、ジャマトのみの世界を作るために大智の意に反して、人類を排除しようとする。
- 検討稿には「始祖ジャマト」「オリジンジャマト」「花粉まきちらし」「種子」と書き込まれている。モチーフにチェスの駒は入ってなく、種がモチーフであると思われるが、始祖/オリジンというイメージを入れ込むために指先と首の周りにオシベが付いている。

クイーンジャマト
葉月が変身した変異種のジャマト。人間の姿に自由に変身できるが、清春を殺された怒りから変身する。
- モウセンゴケを植物モチーフに、クイーンの駒の小さな突起を粘毛に見立てている。

ゴッドジャマト
春樹が変身したジャマト。人類滅亡の教えを説く破壊神で、侵略戦争を企む。

## キャスト
- 浮世英寿 / 仮面ライダーギーツ - 簡秀吉[14][3]
- 吾妻道長 / 仮面ライダーバッファ - 杢代和人[14][3]
- 桜井景和 / 仮面ライダータイクーン - 佐藤瑠雅[14][3]
- 鞍馬祢音 / 仮面ライダーナーゴ - 星乃夢奈[14][3]
- ツムリ - 青島心[14][3]
- 桜井沙羅 - 志田音々[14][3]
- 蒼斗 / キングジャマト - 萩谷慧悟（7ORDER）[14]
- 葉月 / クイーンジャマト - 松永有紗[14]
- 宇佐神清春 - 碓井将大[14]
- 春樹 - 正垣湊都[14]
- 町内会長 - 内藤トモヤ
- 町内副会長 - 徳永邦治
- 作業員 - 根岸拓哉
- 住民A - 渡部遼介
- 住民B - 倉金春
- Special Thanks - 鈴木福、安田聖愛
- 五十鈴大智 - 後藤大[14][3]
- ベロバ - 並木彩華[14][3]
- ニラム - 北村諒[14][3]

### スーツアクター
- 中田裕士
- 仮面ライダーバッファ[3][4] - 縄田雄哉
- 仮面ライダードゥームズギーツ[2][4] - 鍜治洸太朗
- 齊藤謙也
- 米岡孝弘
- 宮澤雪
- 下園愛弓
- 小森拓真
- 菅野聖
- 坂梨由芽
- 竹内康博
- 蔦宗正人
- 酒井和真
- 杉森功明
- 菅野充
- 塚越靖誠
- 尾野透雅
- 松本直也
- 手塚陸斗
- 高木英一
- 神尾直子
- 塚田知紀
- 渡辺実
- 青木哲也
- おぐらとしひろ
- 細川晃弘
- 神前元
- 寺本翔悟
- 井口尚哉
- 佐々木勇人
- 榮男樹
- 宮川連
- 煤孫新之助
- 堀内敬太
- 久保春
- 杉森菜摘
- 岡田ひかる
- 五十嵐睦美
- 林本奈々
- 酒井菜々子
- 赤座夏希
- 平島由章
- 川島翔太郎
- 日下勇樹

## スタッフ
- 原作 - 石ノ森章太郎[14][3]
- 脚本 - 高橋悠也[14][3]
- 音楽 - 佐橋俊彦
- 撮影 - 倉田幸治
- 照明 - 太田博
- 美術 - 竹内公一
- 録音 - 本間彰太
- 編集 - 目見田健
- スクリプター - 國米美帆
- 助監督 - 葉山康一郎
- 制作担当 - 東正信
- キャラクターデザイン - 田嶋秀樹（石森プロ）・PLEX
- クリーチャーデザイン - 竹谷隆之
- 特撮 - 足立亨（特撮研究所）
- 制作プロダクション - 東映テレビ・プロダクション
- 委員会スタッフ - 佐藤現・石井悠吾（東映ビデオ）、大島ふみ・鈴木遼河（ADK EM）、大矢陽久・廣瀬剛・平松祐一・南中光葉（バンダイ）
- スーパーバイザー - 小野寺章
- プロデューサー - 山田真行（東映ビデオ）、武部直美（東映）
- アクション監督 - 藤田慧（ジャパンアクションエンタープライズ）
- 監督 - 坂本浩一[14][3]

## 音楽
主題歌「Dangerously」
作詞 - 藤林聖子 / 作曲・編曲 - Hi-yunk（BACK-ON） / 歌 - 倖田來未
挿入歌
「CREATORs」
作詞 - 藤林聖子 / 作曲・編曲 - 坂部剛 / 歌 - PRAYERs
「Chair」
作詞 - KENJI03,TEEDA / 作曲・編曲 - KENJI03 / 歌 - BACK-ON
「Trust・Last」
作詞 - 藤林聖子 / 作曲・編曲 - Hi-yunk（BACK-ON） / 歌 - 倖田來未 × 湘南乃風

## 制作
『ギーツ』テレビシリーズではデザイアグランプリに参加するライダーたちに焦点を当て、その人物を深掘りしていくが、本作品ではデザイアグランプリとは無関係のゲストキャラに焦点を当て、ライダーたちがそこに絡んでいくという構成になっている。
ダムでの決戦のシーンでは、アクターたちを実際に現場でワイヤーで吊って表現している。

## 映像ソフト化
Blu-ray / DVDでリリース。
- 仮面ライダーギーツ ジャマト・アウェイキング 劇場先行販売版（DVD1枚組、2024年3月8日から上映劇場限定・数量限定で発売）
  - 映像特典
    - TRAILER
    - POSTER GALLERY

  - 封入特典
    - 主題歌（MOVIEサイズ）ダウンロードカード「mu-ca」
- 仮面ライダーギーツ ジャマト・アウェイキング DVD通常版（1枚組、2024年7月24日発売）
  - 映像特典
    - TRAILER
    - POSTER GALLERY
- 仮面ライダーギーツ ジャマト・アウェイキング Blu-ray通常版（1枚組、2024年7月24日発売）
  - 音声特典
    - オーディオ・コメンタリー（簡秀吉×杢代和人×並木彩華×監督：坂本浩一）

  - 映像特典
    - MAKING
    - TRAILER
    - DESIGN GALLERY
    - POSTER GALLERY
- 【初回生産限定】仮面ライダーギーツ ジャマト・アウェイキング DXプロージョンレイジバックル版（1枚組、2024年7月24日発売）
  - セット内容
    - 仮面ライダーギーツ ジャマト・アウェイキング（通常版と共通）
    - DXプロージョンレイジバックル
    - ライナーノート
    - 主題歌CD

## プロモーション

### 前売り券
アクリルキーホルダー1種付きムビチケカード
2023年12月15日から2024年1月21日までムビチケにて期間限定・数量限定受注生産で販売。アクリルキーホルダーで2種からどちらか1つ選ぶ選択制となる。

### 入場者プレゼント
デフォルメイラストシール
入場者プレゼント第1弾。公開初日の2024年3月8日より配布開始。配布は数量限定3週連続で週ごとに変わる。
ビジュアルカード
入場者プレゼント第2弾。2024年3月29日より配布開始。